# Bitch Please II
Bitch Please II je celkem čtvrtý Eminemův singl z alba The Marshall Mathers LP, jinak je Eminemův celkem také čtvrtý.

## Tracklist
1. Bitch Please (feat. Dr. Dre, Snoop Dogg, Nate Dogg & Xzibit)

## Žebříčky
| Žebříček (2001)                                   | Špičkové umístění |
| ------------------------------------------------- | ----------------- |
| U.S. Billboard (Hot R&B/Hip-Hop Singles & Tracks) | 61                |